# Erlöserkirche (Lustenau)

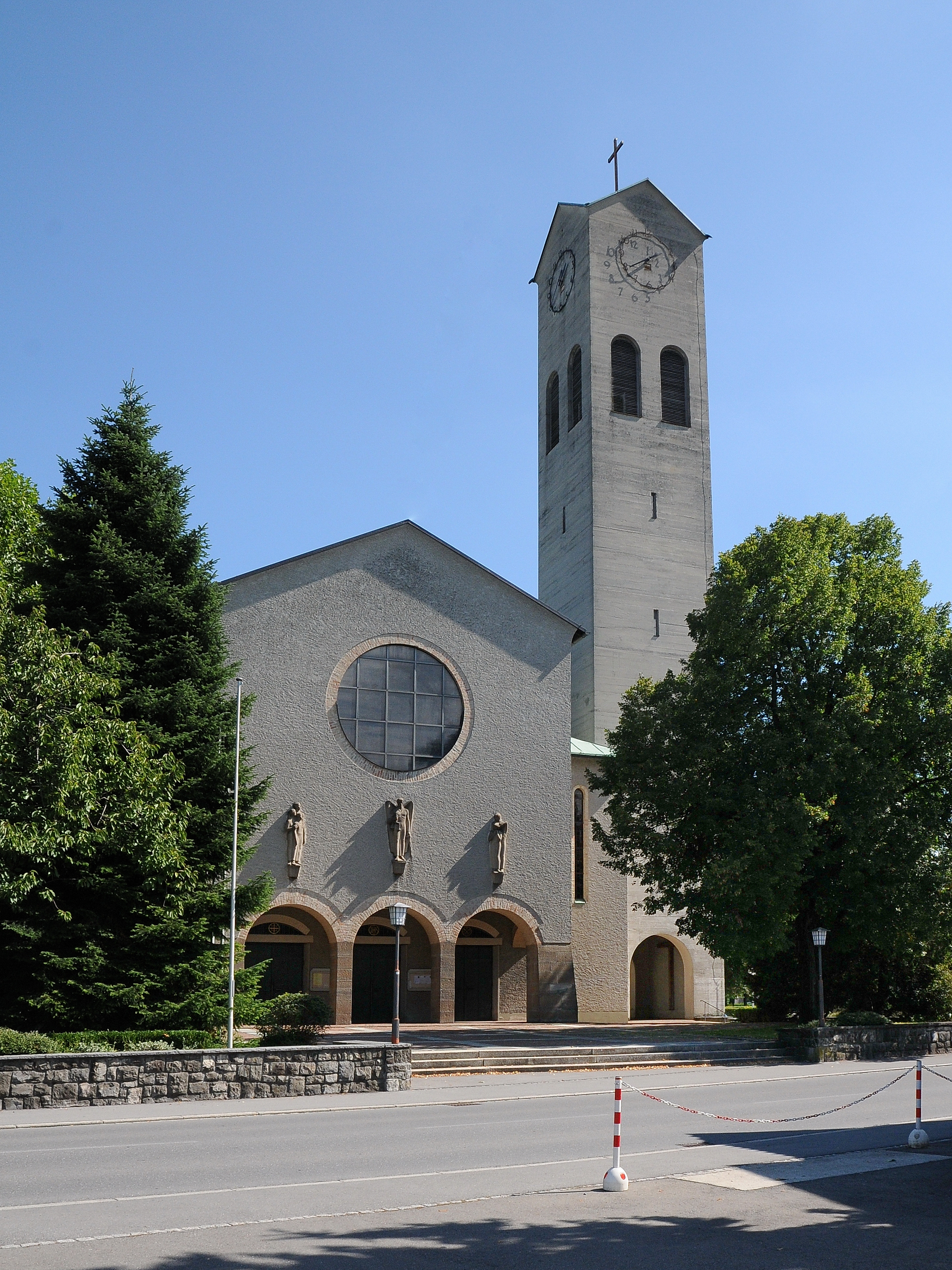
Westansicht mit Portal und Vorplatz

Die Pfarrkirche zum göttlichen Erlöser (im üblichen Sprachgebrauch Erlöserkirche) ist eine der drei römisch-katholischen Pfarrkirchen in der österreichischen Marktgemeinde Lustenau. Die zugehörige Pfarre Lustenau-Rheindorf gehört zum Dekanat Dornbirn der Diözese Feldkirch. Die Kirche steht unter Denkmalschutz (Listeneintrag).

## Lage
Die Erlöserkirche steht im Ortsteil Rheindorf der Gemeinde Lustenau. An ihrer Ostseite schließt der Friedhof an, an der Nordseite stehen das Pfarrcenter und der Pfarrhof. Zwischen dem Hauptportal an der westlichen Gebäudeseite und der Straße befindet sich ein kleiner Vorplatz.

## Geschichte
Ende des 19. Jahrhunderts wurde absehbar, dass angesichts des starken Bevölkerungswachstums in Lustenau eine Pfarrkirche nicht ausreichen würde. Schon 1897 äußerte der Pfarrer der damals noch einzigen Kirche Lustenaus in einer Predigt den Wunsch nach einem zweiten Gotteshaus im nördlichen Teil der Gemeinde. Zur selben Zeit entstand übrigens auch in der südlichsten Parzelle Wiesenrain die Initiative zum Bau der St. Antoniuskapelle.
Über einen eigens gegründeten Kirchenbaufonds wurde bis zum Ende des Ersten Weltkrieges die für den Bau notwendige Summe gesammelt und bereits ein Teil des späteren Bauplatzes erworben. Die Inflation vernichtete jedoch etwa die Hälfte des gesammelten Kapitals, lediglich ein in Schweizer Franken angelegter Teilbetrag blieb erhalten und diente 1927 bei der Gründung des Rheindorfer Kirchenbauvereines als finanzielle Basis für einen Neuanfang.
Am 26. Juli 1933 beschloss der Bauausschuss einstimmig den Rohbau nach den Plänen der Architekten Willibald Braun aus Bregenz und Emanuel Thurnher aus Dornbirn. Den Spatenstich setzte Pfarrer Gebhard Baldauf am 15. August desselben Jahres, und die Grundsteinlegung wurde am 12. November in Anwesenheit des Bischofs Sigismund Waitz gefeiert.
Von Heiligabend 1935 an wurden in der Erlöserkirche an Sonn- und Feiertagen Gottesdienste gefeiert. Am 22. Oktober 1939 weihte Bischof Paulus Rusch die immer noch unverputzte Kirche. Der Zweite Weltkrieg verhinderte für die nächsten Jahre eine weitere Fertigstellung des Gebäudes. Erst 1947 wurde der Kreuzweg eingesetzt und 1948 eine Orgel errichtet. 1952 schließlich – 17 Jahre, nachdem die erste Messe gefeiert worden war – wurde die Kirche verputzt.
Der 1970 berufene Pfarrer Josef Marte setzte gleich zu Beginn seiner Amtszeit zwei große Bauprojekte um: 1971 wurde die Unterkirche durch eine Renovierung stark aufgewertet, und 1972–1974 wurde an der Stelle des alten Kongregationssaales ein Pfarrcenter zwischen Kirche und Pfarrhof errichtet.
Eine im Jahre 1986 durchgeführte grundlegende Renovierung der Kirche wurde von einer heftigen und teilweise sehr emotional und polemisch geführten Auseinandersetzung um die Art und Weise des Umbaues begleitet. Ein Glimmbrand im Dachstuhl am 10. Dezember jenes Jahres hätte das Projekt beinahe zerstört, es kam dann aber am 21. Dezember mit der Altarweihe zu einem glücklichen Abschluss.

## Architektur

### Außenbeschreibung

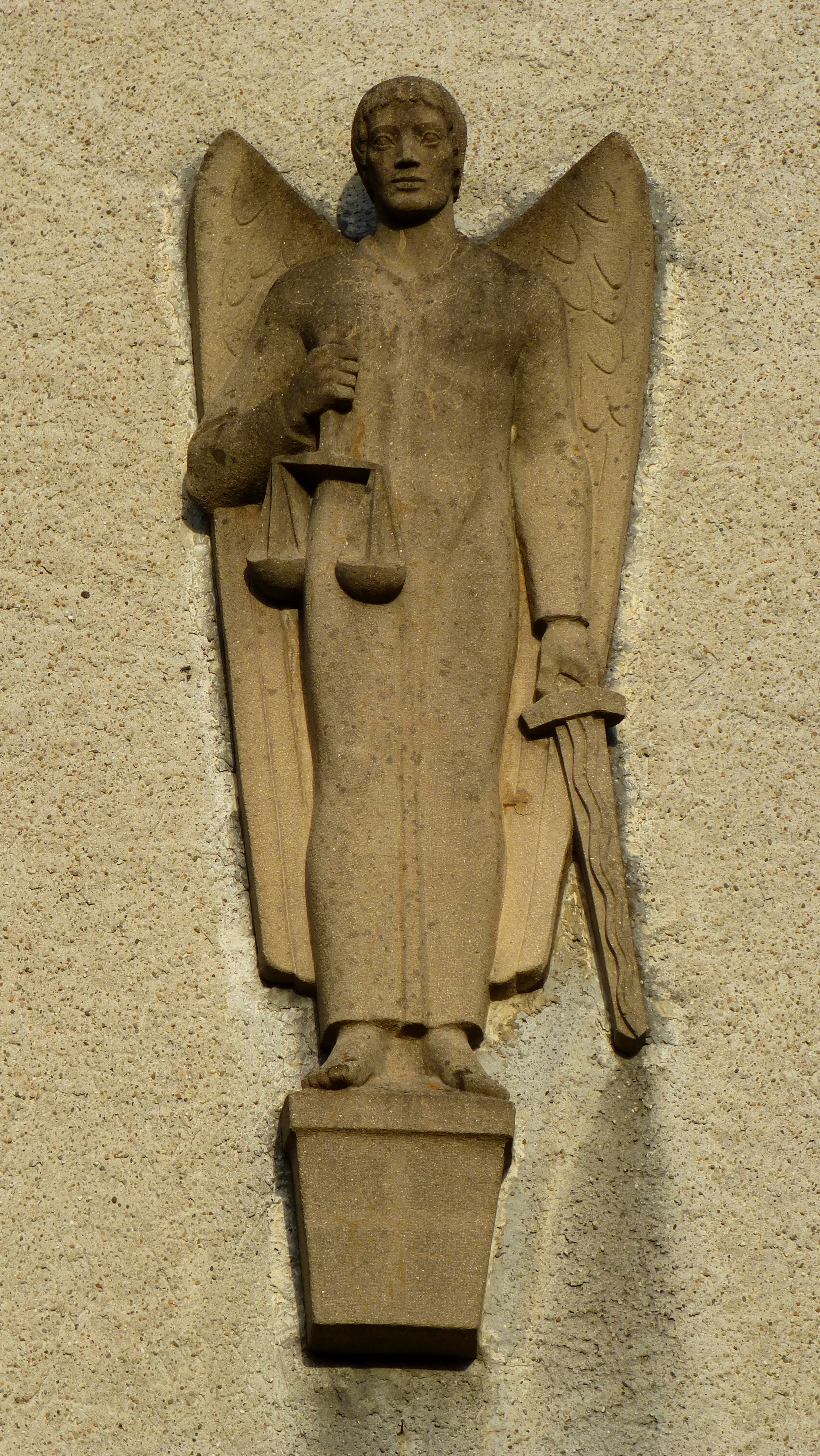
Portalfigur des Erzengels Michael mit Schwert und Seelenwage

Die Erlöserkirche ist in der Grundform basilikal. Das hohe Mittelschiff hat ein Satteldach, die Seitenschiffe haben Walmdächer und gekoppelte schlanke Rundbogenfenster. Der Chor schließt mit einer halbkreisförmigen Apsis ab, eine dreigeschoßige Sakristei ist südlich an den Chor angebaut. Der 40 m hohe Kirchturm mit Rundbogenhalle und flachem Giebelabschluss steht an der südwestlichen Ecke des Gebäudes. An der Westseite ist eine Vorhalle mit dreiachsiger Bogenarkade in die Fassade eingebaut. Über den Bögen sind Figuren des Erzengels Michael als Seelenwäger und links und rechts davon der Seligen und der Verdammten angebracht, die 1953 bis 1955 vom Bregenzer Bildhauer Emil Gehrer erstellt wurden. Darüber befindet sich ein Rundfenster. An der Außenseite der Apsis blickt das auf 1952 datierte Sgraffito Erlöser des Künstlers Leo Sebastian Humer auf den Friedhof, der darunterstehende Schriftzug „Ich bin die Auferstehung und das Leben“ stammt von Markus Bachmann.

### Innenbeschreibung
Innen stellt die Kirche einen Saalraum dar. Das hohe Mittelschiff hat eine siebenjochige Holzdecke, die Seitenschiffe mit geradem Abschluss tragen ein Pultdach. Unter dem erhöhten Chor befindet sich die Unterkirche als separat von außen zugänglicher Raum. Die Chorempore im hinteren Teil der Kirche wird von einer Holzbalkendecke getragen.

## Ausstattung

### Prinzipalien
Die Kupfertreibarbeiten am Tabernakel von Josef Baumgartner aus dem Jahr 1935 zeigen links die Anbetung der Hirten und der Könige und rechts das letzte Abendmahl.
Der größte Teil der Ausstattung des Altarraumes wie Taufstein, Volksaltar, Ambo, Sedilien und Kredenz wurde im Zuge der Renovierung 1986 erneuert.
An der Kanzel von Walter Kuen sind Holzfiguren der Autoren der neutestamentlichen Briefe, der Apostel Johannes, Jakobus, Paulus, Petrus und Judas Thaddäus, angebracht.

### Gemälde
Das Wandfresko vom Wiener Künstler Sepp Maierhuber in der Chorapsis zeigt das Motiv des Gnadenstuhls – Jesus am Kruzifix, darüber schwebend die Taube als Symbol des Heiligen Geistes, und über allem Gottvater. Die beiden Engel neben dem Kreuz stehen für das Alte (rechts mit den Gesetzestafeln des Mose) und das Neue Testament (links mit dem Kelch des Blutes Christi). Die vier Evangelistensymbole schließen das Fresko unten ab.
Die Kreuzwegstationen stammen vom Südtiroler Künstler Leo Sebastian Humer.

### Fenster
Die Fenster wurden vom Glasmaler Carl Rieder aus Schwaz nach Ideen des Pfarrers Gebhard Baldauf entworfen und in der Tiroler Glasmalereianstalt hergestellt.
In der Apsis sind acht Rundbogenfenster mit abstrakten Farbmustern, die sich von warmen Gelb- und Rottönen unten zu kalten Blautönen oben entwickeln. 
An jeder der beiden Längsseiten sind je 12 hohe Rundbogenfenster, die paarweise zwischen den Säulen angeordnet sind. Ein jedes dieser insgesamt 12 Fensterpaare zeigt ein Bild, das eine Verbindung zwischen dem Wirken Jesu Christi – im oberen Teil – und den Handlungen von Heiligen oder anderen kirchlichen oder weltlichen Personen – im unteren Teil – herstellt:
| Seite  | Nummer (von vorne) | oben | unten | Stifter                                                         |
| ------ | ------------------ | --- | --- | --------------------------------------------------------------- |
| rechts | 1                  | Johannes der Täufer tauft Jesus. Von oben sendet Gottvater den Heiligen Geist in Form einer Taube auf die Erde.                                                                                         | Der heilige Bonifatius tauft bekehrte Heiden. | Herr und Frau Fabrikant Josef und Maria Bösch                   |
| links  | 1                  | Die Brotvermehrung: Jesus segnet einen Korb mit einem Fisch und drei Broten, der von einem Jungen gehalten wird. Im Hintergrund stehen stellvertretend für die Menschenmenge drei Männer.               | Papst Pius X. teilt die Kommunion an Kinder aus. | zum Gedenken an (unsere lieben Eltern) Robert und Lidwina Bösch |
| rechts | 2                  | Jesus widersteht den Versuchungen des Teufels und wird von Engeln angebetet. | Ein Engel beschützt Menschen, die vom Teufel versucht werden.                                                                                               | Jungfrau Maria Anna Sperger                                     |
| links  | 2                  | Das Gleichnis vom verlorenen Sohn: der Vater empfängt den nur mit einer kurzen Hose bekleideten heimgekehrten Sohn mit offenen Armen. Im Hintergrund pflügt der ältere Sohn mit einem Knecht den Acker. | Der heilige Johannes Baptist von Vianney, auch der Pfarrer von Ars genannt, nimmt zwei Männern, die vor ihm knien, die Beichte ab.                          | (nicht vermerkt)                                                |
| rechts | 3                  | Jesus lehrt eine zuhörende Menschenmenge. | Der heilige Petrus Canisius unterrichtet Kinder. | zur Erinnerung an Josef und Franziska Hofer                     |
| links  | 3                  | Jesus als Guter Hirte klettert auf einen Felsen, um ein Schaf zu retten, das sich verlaufen hat. | Ein „menschliches Schaf“ hat sich im Gestrüpp der Sünde verfangen und blickt flehend zu Jesus hoch.                                                         | Familie Rudolf Hagen, Vaduz                                     |
| rechts | 4                  | Ein Gelähmter bittet Jesus um Heilung. Im Hintergrund steigt der Engel in den Teich Bethesda, um das Wasser in Wallung zu bringen.                                                                      | Die heiligen Luise von Marillac und Vinzenz von Paul kümmern sich um kranke Menschen.                                                                       | Jungfrau Veronika Hagen                                         |
| links  | 4                  | Das Gleichnis vom reichen Mann und vom armen Lazarus: Jesus als Erzähler des Gleichnisses deutet auf den am Boden knienden Lazarus und den neben ihm stehenden Reichen.                                 | Ein Geistlicher gibt zwei armen Männern etwas zu essen. Bei dem Geistlichen handelt es sich entweder um Klemens Maria Hofbauer oder um Johannes Kolping.    | Familie Gebhard Rimmele und die Lustenauer in Amerika           |
| rechts | 5                  | Der sterbende Josef von Nazaret liegt in den Armen Jesu, Maria hält seine Hand. | Barbara von Nikomedien gibt einem Sterbenden die Kommunion.                                                                                                 | Konrad Alge und Gattin Maria Bösch                              |
| links  | 5                  | Jesus heilt einen Aussätzigen. | Papst Gregor der Große feiert mit einem Ministranten die Eucharistie. Aus dem Fegefeuer bittet eine arme Seele um Erlösung.                                 | Familien Hermann und Gebhard Fitz                               |
| rechts | 6                  | Jesus zeigt ihm nachfolgenden Menschen den Weg. | Der heilige Leopold sowie Graf Jakob Hannibal von Hohenems und seine Gattin Hortensia Borromeo sind als der Kirche zugewandte weltliche Führer dargestellt. | (nicht vermerkt)                                                |
| links  | 6                  | Jesus übergibt den Schlüssel zum Himmelreich an Petrus. | Die zum Zeitpunkt des Kirchenbaues amtierenden Würdenträger, Papst Pius XI. und Bischof Sigismund Waitz, segnen betende Männer.                             | Jungfrau Maria Hagen                                            |

An der Südseite unter der Empore sind drei kleinere rechteckige Fenster. Während die beiden äußeren mit abstrakten Farbmustern gestaltet sind, stellt das mittlere das Motiv des heiligen Christophorus dar, der das Jesuskind auf den Schultern durch das Wasser trägt. Es wurde vom Architekten Willibald Braun gestiftet.
Gegenüber an der Nordseite über der Empore ist ein rundes Fenster mit dem Titel Maria als Königin der Engel. Es zeigt die Muttergottes mit dem Jesukind auf dem Schoß, die rechts und links von zwei musizierenden Engeln flankiert wird. Dieses Fenster wurde beim Bau der Kirche vom damaligen Lustenauer Pfarrer Gebhard Baldauf gestiftet.

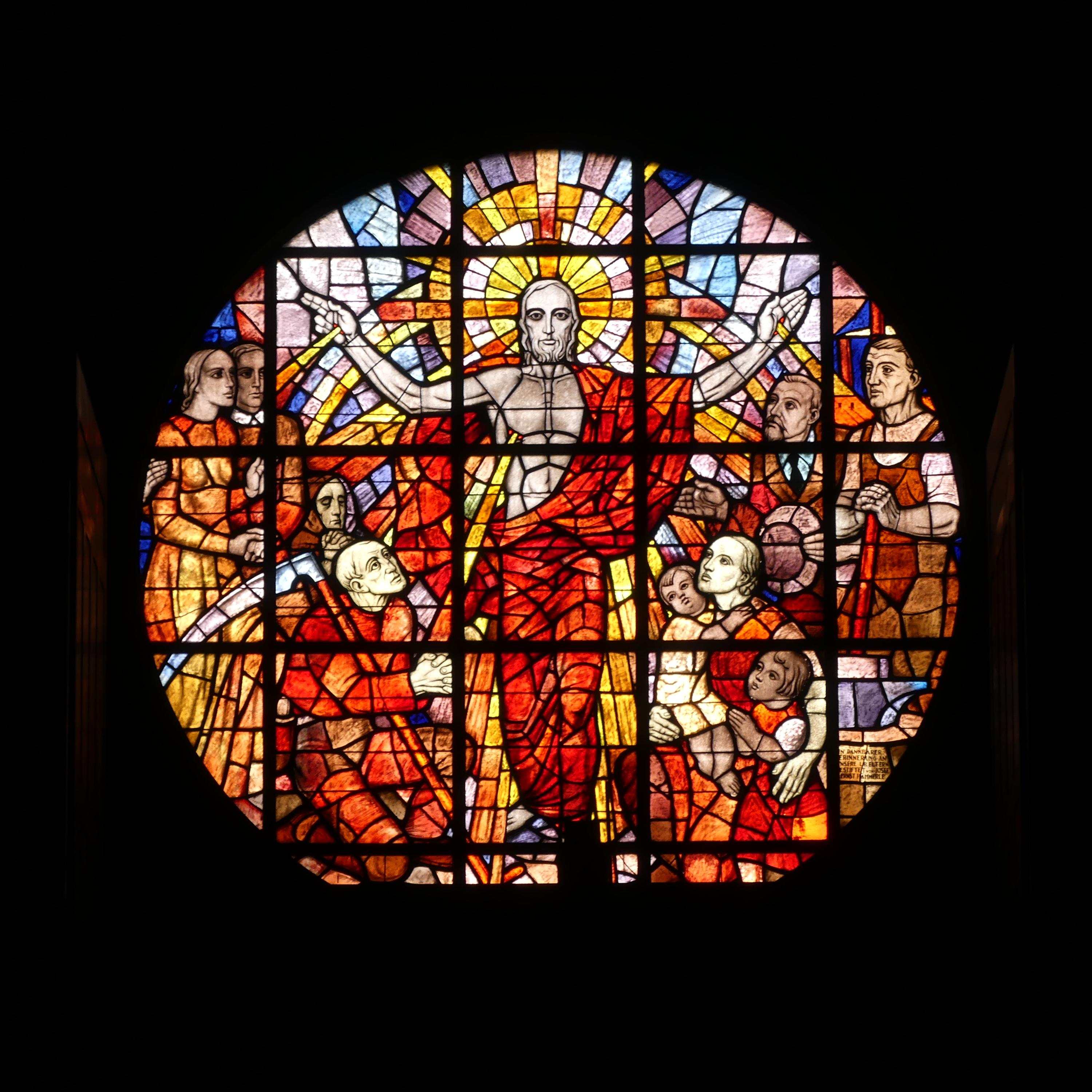
Christus der Erlöser als König aller Stände

Das große, kreisrunde Fenster an der Westseite über dem Eingangsportal der Kirche trägt den Namen Christus der Erlöser als König aller Stände. Das Motiv, vom damaligen Ständestaat beeinflusst, zeigt Jesus vor dem Kreuz mit ausgebreiteten Armen, die rechte Hand formt den Segensgestus. Um ihn scharen sich Menschen verschiedener Gesellschaftsschichten: ein junges Paar, eine alte Frau, ein Bauer mit einer Sense, eine Mutter mit zwei Kindern, ein elegant gekleideter Geschäftsmann und ein Schmied mit Hammer und Amboss als Vertreter des Handwerks.

### Sonstige Einrichtung
Das Volksgestühl besteht aus 18 Bankreihen, acht vor und zehn hinter dem Kreuzgang, die links und rechts für je 12 Personen ausgelegt sind, es finden also 432 Menschen Platz in den Bänken. Bis zur Renovierung 1986 waren es vor und hinter dem Kreuzgang je 10 Bankreihen, das Langhaus bot damit ursprünglich 480 Sitzplätze.
Unter der Empore befindet sich an der Nordwand ein Holzkruzifix aus der Mitte des 18. Jahrhunderts. Davor stehen ein Ständer für Opferkerzen und eine Kniebank.

## Orgel
Die bestehende Orgel wurde 1995 von der Werkstatt Rieger Orgelbau aus Schwarzach eingerichtet und zu Pfingsten von Bischof Klaus Küng geweiht. Sie hat 33 Register auf zwei Manualen und Pedal. Sie ersetzte eine Orgel von Max Dreher aus dem Jahr 1948.

## Glocken

### Erster Glockensatz von 1936
Die ersten Glocken für die Erlöserkirche aus dem Jahr 1936 stammen von der Glockengießerei Grassmayr. Bis auf die Totenglocke mussten alle 1943 abgegeben werden.
| Name                | Ton  | Gewicht | Aufschrift |
| ------------------- | ---- | ------- | --- |
| Christkönigsglocke  | B°   | 3600 kg | Ehret Vater und Mutter, auf daß ihr lange lebet und es euch wohl ergehe auf Erden – Gestiftet anno 1933 zu Ehren der Hl. Familie zum Frommen ihrer Heimatgemeinde von Lambert König 1863 † 6. 3. 34 und seiner Gattin Theresia, geb. Riedmann 1862 – Verzeiht, wenn mir ehernen Bummerin ein hl. Stolz in die Glieder schoß, dieweil ich die 2. Tausendste bin, die mein Meister nach dem Weltkrieg goß. Jesus Christus, König der Familien, schütze und segne uns |
| Marienglocke        | des' | 2000 kg | Gegrüßt seist du, Maria, voll der Gnaden der Herr ist mit Dir – Tätige Liebe heilt alle Wunden, bloße Worte lindern nur den Schmerz. Maria mit dem Kinde lieb, uns allen deinen Segen gib. Gestiftet von Familie Hermann Scheffknecht und Christine, geb. Bösch |
| Kriegergedenkglocke | es'  | 1400 kg | Niemand hat größere Liebe als wer sein Leben hingibt für seine Freunde – Totenklage, Heldenehrung, Himmelshoffnung, Grabgesang. Heldendank und Friedensmahnung kündet auch mein ernster Klang. Den unvergeßlichen Söhnen Lustenaus 1914–1922 |
| Josefsglocke        | ges' | 850 kg  | Arbeit mit Gebet verbinden läßt uns Gottes Segen finden – Hl. Josef und hl. Ferdinand, schützet unsere Heimat immerdar – Unseren guten Eltern aus Dankbarkeit gewidmet Brüder Bösch Schreibers Ferdis – Hl. Antonius und hl. Franziskus, bittet für uns in Not und Gefahr – Gewidmet dem Andenken unserer lieben Eltern von Familie Anton Vetter Winkler |
| Jugendglocke        | as'  | 550 kg  | Für Lustenaus Jugend bin ich geweiht, für Christus zu kämpfen sei stets bereit – Gedenke deines Schöpfers in den Tagen deiner Jugend, fürchte Gott und halte seine Gebote |
| Totenglocke         | b'   | 400 kg  | Selig die Toten, die im Herrn sterben, denn ihre Werke folgen ihnen nach – Lebende ruf ich, Tote beweine ich, Blitze breche ich – Erfleh uns, Mutter Anna, droben nach diesem Leben Himmelsfrieden – Hl. Gebhard, unser Landespatron sei unser Fürsprach bei Gottes Sohn |

### Zweiter Glockensatz von 1949
Der zweite Glockensatz wurde am Christkönigssonntag 1949 geweiht. Es handelt sich wieder um sechs Glocken in der Stimmung B° des' es' ges' as' b' und wurden ebenfalls von Grassmayr in Innsbruck gegossen. Die größte Glocke mit dem Schlagton B°, 3552 kg schwer und mit einem Durchmesser von 178,5 cm, war Ende der 1990er Jahre gesprungen und wurde 2001, wieder in Innsbruck, neu gegossen.

## Unterkirche
Unterhalb des Chors befindet sich eine kreisförmig angelegte, von außen separat zugängliche Unterkirche mit 11,5 m Durchmesser. Die auf den Friedhof blickenden Kreisfenster zeigen die lokalen Seligen und Heiligen Gebhard, Merbod, Ilga, Fidelis, Gerold und Franz Joseph Rudigier.

## Seelsorge
Die Erlöserkirche war anfangs eine Filialkirche der Pfarrkirche St. Peter und Paul. Am 1. Oktober 1940 wurde ein Pfarrvikariat eingerichtet und mit Josef Welte ein eigener Seelsorger zugeteilt, der den Kaplan Hugo Kleinbrod als Pfarrhelfer zur Seite gestellt bekam. Die Identifikation der Bevölkerung mit der neuen Pfarrgemeinde war anfangs noch nicht sehr groß: die erste Christmette zu Weihnachten 1940 wurde nur von etwa 50 Gläubigen besucht, die übrigen gingen in die Mutterkirche, um nach der Messe traditionsgemäß auf dem Friedhof die Gräber der Verwandten besuchen zu können.
Von 1941 bis 1945 war Hugo Kleinbrod wegen seines Einflusses auf die Jugend zuerst in Gestapo-Haft, dann im Kriegseinsatz bei der Marine und schließlich in Kriegsgefangenschaft, sodass während dieser Zeit nur ein Priester für das neugegründete Seelsorgegebiet zur Verfügung stand.
Zur selbständigen Pfarre wurde das Rheindorf am 1. Juli 1951 erhoben.
Am 6. September 1970 löste Josef Marte den bereits siebzigjährigen Josef Welte als Pfarrer der Erlöserkirche ab. In seine Amtszeit fällt auch die erste Wahl eines Pfarrgemeinderates am 16. Mai 1971.
Seit dem 1. September 2003 ist Thomas Sauter Pfarrer in Lustenau-Rheindorf.